# Поговоримо, брате...
 «Поговоримо, брате...» (рос. «Поговорим, брат...») — радянський художній фільм 1978 року режисера Юрія Чулюкіна.

## Сюжет
1922 рік. Класичний трикутник — два брата і жінка між ними. Старший — старий більшовик, молодший — молодий комуніст. Жінка — медсестра, але теж душею належить революції. Всі вони в лісовому загоні, який повинен відбити у білих залізничний вузол. А в загоні — шпигун білих...

## У ролях
- Юрій Григор'єв
- Олександр Голобородько
- Афанасій Кочетков
- Ірина Малишева
- Людмила Чулюкіна
- Микола Мерзлікін
- Олексій Ванін
- Віктор Іллічов
- Володимир Уан-Зо-Лі
- Олександр Пороховщиков
- Альберт Пєчніков
- Євген Райков

## Творча група
- Сценарій: Георгій Кушніренко, Юрій Чулюкін, Альберт Іванов
- Режисер: Юрій Чулюкін
- Оператор: Володимир Захарчук, Валентин Макаров
- Композитор: Олександр Градський